# Свети Илия (Богородица, параклис)
Вижте пояснителната страница за други значения на Свети Илия.
„Свети Илия“ е българска църква, която се намира на около един километър южно от село Богородица, днес в Неврокопската епархия на Българската православна църква.

## История
Предполага се, че на това място е построена църква още в първите векове на християнството. В средновековето е построена едноапсидна църква „Свети Илия“. Днес на мястото на старата църква е построен параклис. По време на прокопаването на основите на днешния храм е намерен бронзов кръст с изображение на светец, който е датиран към периода IV-VI век.

## Галерия
- Храм „Свети Илия“ край село Богородица
- Момент от освещаването на храма през 2012 г.
- Новият храм „Свети Илия“ от изток
- Кръст, намерен в основите при строежа на новия храм
- Кръст, намерен в основите при строежа на новия храм